# Bény-sur-Mer
Bény-sur-Mer, er en kommune i departementet Calvados i regionen Basse-Normandie i det nordvestlige Frankrig. Indbyggerne kaldes Bénitiens.

## Geografi
Bény-sur-Mer ligger ved Den engelske kanal 13 km fra Caen og 4 km fra Douvres-la-Délivrande.

## 2. Verdenskrig
Bény-sur-Mer blev befriet på D-dag af "Le Régiment de la Chaudière", den eneste fransktalende enhed, som deltog i Operation Overlord. Der lå dengang et kanonbatteri tæt ved byen. De lokale blev tilsyneladende overraskede over at være blevet befriet af fransktalende tropper, da de kun ventede engelsktalende tropper.
Royal Canadian Air Force etablerede en flyveplads i kommunen som var i drift fra 18. juni til 7. august 1944.
Den canadiske krigskirkegård er opkaldt efter byen, selv om den ligger nærmere ved Reviers. Den erindrer om de canadiske tab på D-dag og under de efterfølgende kampe under Operation Overlord. Kirkegården har 2.049 gravsten.

## Seværdigheder og monumenter
- Bautasten over la Demoiselle de Bracqueville (yngre stenalder).
- Château de Bény, 17. århundrede. Det nuværende slot blev bygget i 1685 af T. Fallet de Bernières, regnskabsfører for fabriken i Bény ovenpå et ældre fundament.
- Sognekirken Notre-Dame-de-l'Assomption.
- Den canadiske krigskirkegård